# Vznětový motor s homogenním naplněním spalovacího prostoru

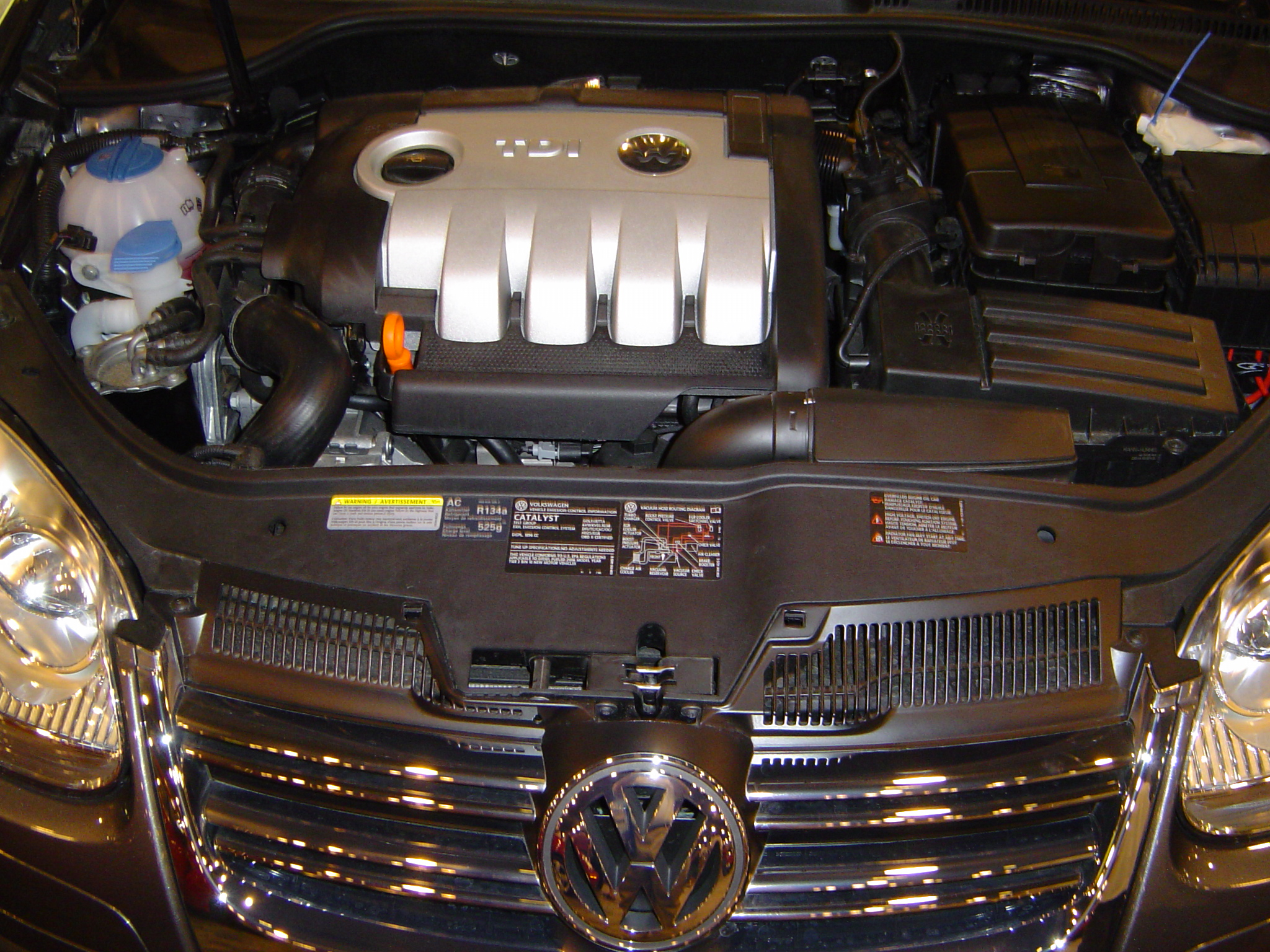
Moderní vznětový motor Volkswagen 2.0 TDI - přeplňovaný zabudovaný ve vozidle

Motor s homogenní palivovou směsí zapalovanou kompresí (Homogeneous Charge Compression Ignition – HCCI) je spalovací motor kombinující vlastnosti zážehových a vznětových motorů. Motor HCCI zapaluje homogenní náplň kompresí.

## Funkce
Zážehové motory homogenní náplň (HC – homogeneous charge) zapálí jiskrou. Vznětové motory stratifikovanou náplň vznítí kompresí (CI – compression ignition). Do zážehových motorů se dostane palivo během sacího zdvihu. Stejně tak u HCCI motorů, ale namísto elektrického výboje zapalujícího směs, zvyšuje HCCI motor kompresí její hustotu a teplotu, až se veškerá náplň v podstatě zároveň vznítí. Na rozdíl od zážehového motoru, kde extrémní komprese vede ke klepání, čili detonaci směsi, ke které nedosáhl plamen šířící se od svíčky, v HCCI motoru se veškerá náplň vznítí téměř současně bez škodlivých tlakových pulzů vysoké frekvence (které vyvolávají nadměrné teploty, tavící i spalovací prostor), způsobených detonačním hořením. Ve vznětových motorech nastane hoření po vstřiku paliva před horní úvratí pístu, jeho postupném odpaření a vznícení. Vysoká komprese vede obvykle i k růstu teploty hoření. V HCCI motoru se vznítí veškerá náplň v podstatě naráz, nedojde tak k ohřátí neshořelé směsi právě shořelou (k deflagraci), a tím ani k nárůstu vrcholné teploty hoření, spíše naopak.

## Nedostatky klasických motorů
Předpřipravená relativně homogenní směs u zážehového motoru (SI – spark ignition) nejprve vzplane v bezprostřední blízkosti zapalovací svíčky, načež se hoření šíří spalovacím prostorem v soustředných kulových plochách, jejichž šíření vyvolává rázovou vlnu na jejíž čelní stěně je velmi vysoká teplota, která je zodpovědná za vznik oxidů dusíku. Limitovaná rychlost hoření je též zodpovědná za únik nespálených uhlovodíků, se kterými si však běžný katalyzátor bez problémů poradí. Nevýhoda je, že SI motor má relativně nízkou tepelnou účinnost vlivem nízkého kompresního poměru, který je nutný k vyloučení detonačního spalování lehkého paliva (benzín/plyn) a tudíž relativně vysokou spotřebu. Zážehové motory navíc využívají k omezení výkonu bez výjimky škrcení v sání. Výsledkem je další faktické snížení kompresního poměru a enormní pokles termodynamické účinnosti motoru.
Moderní dieselové motory nejsou omezovány žádnou klapkou, ale množstvím vstřikovaného paliva. Na rozdíl od zážehových motorů jsou teoreticky úspornější i při částečném zatížení, ovšem za cenu enormní tvorby oxidů dusíku, což je dáno vlastnostmi spalování extrémně chudé směsi. Tento negativní vliv je sice poněkud potlačován systémem EGR, který však zvyšuje spotřebu a není všeřešící, do budoucna se spíš předpokládá rozšíření systému SCR. Při vysokém zatížení naopak dieselové motory produkují ohromné množství pevných částic – sazí, které jsou minimálně stejně nebezpečné jako NOx a není je až tak úplně snadné odloučit (filtry pevných částic).

## Výhody HCCI
Motory HCCI nejsou také omezovány žádnou škrticí klapkou. Díky nižší teplotě hoření dosahují lepšího složení emisí. Spalují palivo používané pro stávající zážehové (benzín) nebo vznětové motory (naftu). Využívající homogenní, avšak nikoli nutně stechiometrickou směs vytvořenou buď v sacím kanálku nad ventilem nebo přímo ve spalovacím prostoru. Vzplanutí směsi nastane nikoliv v jednom bodě, ale simultánně v celém objemu spalovacího prostoru v blízkosti tzv. horkých bodů. Předpokládá se, že připravená směs není zcela homogenní a vyskytují se v ní jisté fluktuace, které přispějí k zážehu. Ten je určen jak samotnými schopnostmi paliva vytvořit v jednotlivých koncentracích se vzduchem samozápalnou směs, tak chemickými procesy na molekulární úrovni, které ovlivňují i zbytky předchozích hoření. Reaktivnější oxid uhelnatý (CO), jakožto produkt nedokonalé předchozí oxidace paliva, podléhá mnohem snadněji chemickým přeměnám.
U karburačních motorů, zejména dvoudobých, se občas projevovala neochota ukončit běh, ačkoli měly vypnuté zapalování. Silně zahřáté motory si ve volnoběhu dál nasávaly směs, kterou měla „zapalovat“ přehřátá svíčka. Na vypnutí proto sloužil i dekompresor. Vývoj techniky vedoucí k objevu HCCI jevu koncem 20. století odhalil za viníka kompresi nasáté směsi s neúplně shořelými spalinami, tvořenými zčásti CO. Ačkoli samotná komprese nebyla dostatečná pro vznícení benzínové směsi, přítomnost molekul CO, podléhajících snadněji reakci (hoření) s kyslíkem v nasátém vzduchu, přispívala ke vznícení při kompresi.
Teprve jsou vyvíjeny ovládací mechanismy, které by těmto motorům umožnily hladší chod v širším spektru zatížení a otáček. Nicméně se spalování HCCI motorů příliš nehodí pro plné zatížení, budou tedy asi kombinovány s jiným systémem spalování, na které plynule přejdou při požadavku plného výkonu - možná na spalování s využitím zapalovací svíčky, neboť při plném zatížení mají zážehové turbomotory při srovnatelném objemu srovnatelnou účinnost a vyšší výkon než motory vznětové při podstatně nižších emisích. Motory HCCI ovšem při částečném zatížení nabízejí stejnou účinnost spalování jako dieselové motory, velmi nízké emise NOx a pevných částic, o 20–25 % nižší spotřebu než zážehové motory.

## Použití
HCCI motor zvyšuje kompresí hustotu a teplotu palivové směsi, až se veškerá náplň v podstatě zároveň vznítí. Aby k tomu došlo v žádoucí okamžik polohy klikového hřídele při nejrůznějších podmínkách (měnící se otáčky motoru, teplota paliva, teplota, tlak a vlhkost vzduchu, aj.), je třeba tomu přizpůsobit konečnou kompresi motoru. Ať už variabilní kompresí, nebo variabilním ovládáním ventilů (které svým otevřením ovlivní jak množství nasávaného, tak přisáváním výfukových plynů i teplotu), případně obojím. K tomu musí být motor vybaven řadou senzorů a elektronikou, schopnou zpracovat údaje senzorů a dle nich řídit chod celého motoru.
Motor HCCI existuje pouze v prototypech, ačkoliv byl představen některými automobilkami v koncepčních modelech (Mercedes-Benz, General Motors, Hyundai), zatím není používán v žádném sériově vyráběném voze. Hyundai jako důvod opuštění jeho použití uvedl vysoké tlaky působící na klikový hřídel, nutnost použití filtru pevných částic jako u vznětových motorů a nutnost složitého variabilního ovládání ventilů. Tyto nevýhody nevyváží jediná výhoda v podobě nižších vstřikovacích tlaků. Automobilky General Motors a Mercedes-Benz musely dojít k podobnému výsledku, neboť zákony fyziky jsou totožné.
Uvedení do sériové výroby oznámila v roce 2011 automobilka Mazda, která je v řešení motorů unikátní. Vzhledem k její nekonvenčnosti (historicky produkcí wankelových motorů) a oznámení kompresního poměru připravovaných motorů 18:1, však může jít o motor, který bude po zahřátí v nižších otáčkách a nižší zátěži spalovat naftu, jinak vstřikovaný benzín. Ve vyšších otáčkách totiž nehrozí tolik riziko detonačního spalování, neboť palivová směs nepřijde do styku se spalovacím prostorem tak dlouho. Jako palivo pro svoji verzi HCCI motoru Mazda ponechala automobilový benzín, unikum si ale zachovala v podobě řízení kompresního hoření zapalovací svíčkou. Při sacím zdvihu se vstříkne tak malé množství paliva, že vytvořená směs se předčasně nezapálí. Při kompresi dojde ke vstřiku většího množství paliva pod vyšším tlakem tak, že se sice rozpráší, ale nemá čas se plně odpařit a samovznítit. Toho se dosáhne zapálením trošky směsi svíčkou, která tím zvýší tlak a teplotu zbylé směsi, a tak ji přivede ke vznícení. Mazda tento systém nazvala SPCCI (Spark Plug Controlled Compression Ignition, tedy svíčkou řízené vznícení směsi stlačením) a pod označením SkyActiv-X jej nabízí od roku 2019, vedle motorů benzínových SkyActiv-G a dieselových SkyActiv-D, jako prémiový pohon modelu Mazda 3 čtvrté generace.